# Gostycyn (gmina)
Gostycyn – gmina wiejska w Polsce położona w województwie kujawsko-pomorskim, w powiecie tucholskim. W latach 1975–1998 gmina administracyjnie należała do województwa bydgoskiego.
Siedziba gminy to Gostycyn.
30 czerwca 2012 gminę zamieszkiwało 5270 osób. Natomiast według danych z 31 grudnia 2017 roku gminę zamieszkiwało 5238 osób.
Według danych z 31 grudnia 2019 roku gminę zamieszkiwało 5196 osób.

## Struktura powierzchni
Według danych z roku 2005 gmina Gostycyn miała obszar 136,15 km², w tym:
- użytki rolne: 61%
- użytki leśne: 29%

Obszar gminy Gostycyn stanowi 12,63% powierzchni powiatu tucholskiego. 1 stycznia 2012 wśród 2479 polskich gmin gmina Gostycyn zajmowała 829. miejsce pod względem powierzchni oraz 1385. pod względem liczby ludności.

## Ochrona przyrody
Na terenie gminy znajduje się część rezerwatu przyrody Dolina rzeki Brdy chroniącego system przyrodniczy doliny Brdy.

## Demografia

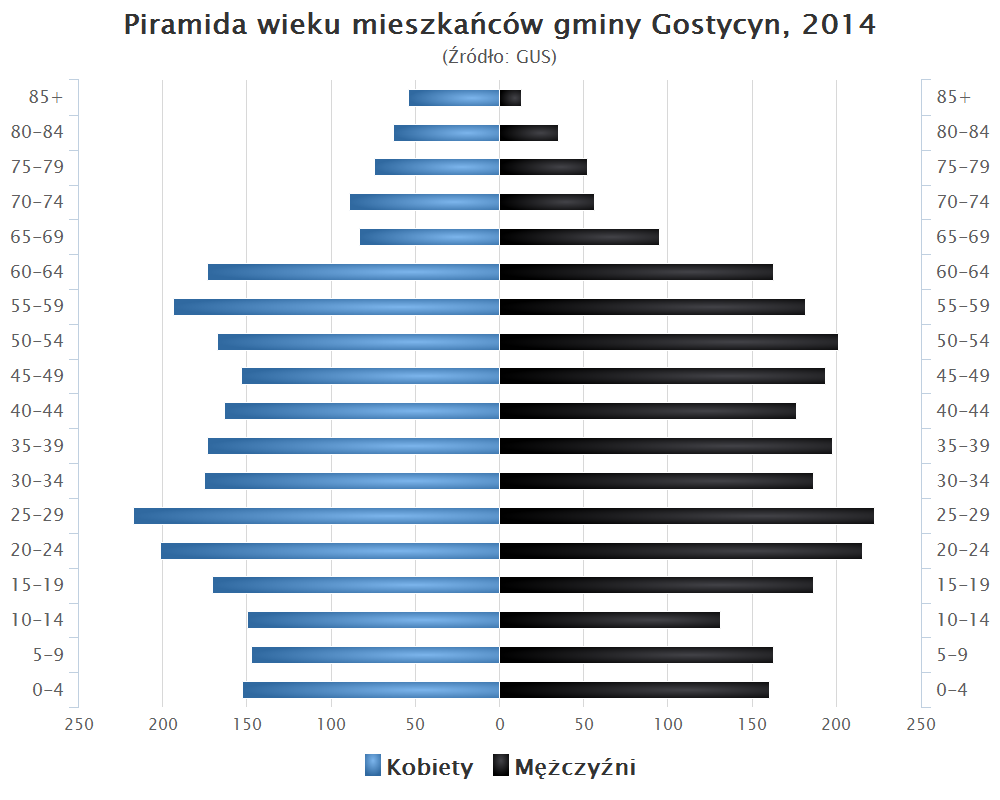
Piramida wieku mieszkańców gminy Gostycyn w 2014 roku

Dane z 30 czerwca 2004:
| Opis                              | Ogółem | Ogółem | Kobiety | Kobiety | Mężczyźni | Mężczyźni |
| --------------------------------- | ------ | ------ | ------- | ------- | --------- | --------- |
| jednostka                         | osób   | %      | osób    | %       | osób      | %         |
| populacja                         | 5185   | 100    | 2599    | 50,1    | 2586      | 49,9      |
| gęstość zaludnienia (mieszk./km²) | 38,1   | 38,1   | 19,1    | 19,1    | 19        | 19        |

Dane z 30 czerwca 2012:
| Opis                              | Ogółem | Ogółem | Kobiety | Kobiety | Mężczyźni | Mężczyźni |
| --------------------------------- | ------ | ------ | ------- | ------- | --------- | --------- |
| jednostka                         | osób   | %      | osób    | %       | osób      | %         |
| populacja                         | 5270   | 100    | 2625    | 49,8    | 2645      | 50,2      |
| gęstość zaludnienia (mieszk./km²) | 38,8   | 38,8   | 19,3    | 19,3    | 19,5      | 19,5      |

## Zabytki
Wykaz zarejestrowanych zabytków nieruchomych na terenie gminy:
- kościół parafii pod wezwaniem św. Marcina z 1819 roku w Gostycynie, nr A/1566 z 14.07.2010 roku
- zespół pałacowy z XVIII w. w Kamienicy, obejmujący: pałac z lat 1770-1790; park z XIX w.; zabudowania gospodarcze: spichrz z 1759; oborę, obecnie chlewnię z 1875; cielętniki z 1859 roku, nr 137/A z 30.01.1985 roku
- ptaszarnia na terenie folwarku z 1863 roku w Łyskowie, nr 136/A z 30.01.1985 roku
- zespół dworski z końca XIX w. w Motylu, obejmujący: dwór z 1883; park; spichrz; młyn wodny z 1928; stodołę z 1880; chlew, nr 132/A z 15.06.1985 roku
- zespół dworski z drugiej połowy XIX w. w Wielkiej Kloni, obejmujący: dwór; park, nr 162/A z 15.01.1985 roku.

## Sołectwa
Bagienica, Gostycyn, Łyskowo, Mała Klonia, Pruszcz, Przyrowa, Wielka Klonia, Wielki Mędromierz, Kamienica, Piła.

## Pozostałe miejscowości
Kamienica (osada), Karczewo, Leontynowo, Motyl, Pieńkowo, Świt, Wapiennik, Żółwiniec.

## Sąsiednie gminy
Cekcyn, Kęsowo, Koronowo, Lubiewo, Sępólno Krajeńskie, Sośno, Tuchola

## Historia
Rzeczka Kamionka, będąca w przeszłości granicą między państwem polskim i krzyżackim a później Starostwem Nakielskim i Tucholskim, łączy obecnie ziemie wchodzące w skład dzisiejszej Gminy Gostycyn. Historia tych ziem sięga odległej przeszłości. Świadczą o tym wykopaliska archeologiczne z Gostycyna, Kamienicy, Wielkiej i Małej Kloni, Przyrówki oraz Wielkiego Mędromierza. Najbardziej znanym stanowiskiem archeologicznym jest tzw. Burghardt, czyli grodzisko nizinno-wyżynne, stożkowate, które zostało usytuowane na szerokim cyplowatym wzniesieniu wcinającym się w łąki. Jego powstanie datowane jest na XIII- XIV w. 
Miejscowości Gminy Gostycyn w źródłach historycznych wzmiankowane są w różnym czasie. Najwięcej z nich podają zapisy XIV - wieczne. Najwcześniej wzmiankowaną miejscowością jest Wielki Mędromierz - rok 1313. Dokument osadniczy z 1350 r. wspomina Gostycyn. Wielka Klonia ze swoim właścicielem wicestarostą Wojsławem wspomniana zostaje pod rokiem 1360. W roku 1368, jako wieś rycerska wspomniany zostaje Pruszcz. Z 1369 r. pochodzi dokument mówiący o Łyskowie i jej właścicielu rycerzu Kristianie von Lobedow. Pod rokiem 1374, jako części gostycyńskiej parafii, wymieniane są Karczewo oraz Przyrowa. Z roku 1382 pochodzi wzmianka o młynie w Pile. Pod rokiem 1432 pierwszy raz zapisano nazwy Kamienicy i Bagienicy, a w 1507 roku Małej Kloni. Najpóźniej powstała osada młyńska Motyl. Jej początki można datować na I połowę XVIII w. 
Wsie Gminy Gostycyn w przeszłości stanowiły własność prywatną bądź królewską. Do pierwszych zaliczyć można Kamienicę, Wielką i Małą Klonię, Bagienicę, Przyrowę, Łyskowo, Motyl oraz Pruszcz. Później w tych miejscowościach wyodrębnione zostały tzw. obszary dworskie i wiejskie. Wśród właścicieli tych miejscowości znaleźli się m.in. przedstawiciele takich rodów jak: Marcin, Mateusz, Jan i Michał Prusieccy - współwłaściciele Pruszcza, Bagienicy oraz Kamienicy w XVI w., Reinhold i Jan Heidensteinowie - właściciele Wielkiej Kloni w I połowie XVII w., Łyskowscy herbu Doliwa - właściciele Łyskowa. 
Z mniej znanych wydarzeń historycznych dotyczących gminy Gostycyn można wspomnieć, iż w II połowie XIX w. w Bagienicy powstała wspólnota ewangelicka. Jej pierwszym pastorem był Heinrich Borowski. Sprawował on swoją posługę w latach 1875-1885. Od kwietnia 1874 r. do czerwca 1875 na terenie majątku kamienieckiego działały, sprowadzone przez właściciela hrabiego Carla von Koenigsmarcka, Służebniczki Panny Maryi z zakonu założonego przez Edmunda Bojanowskiego. Prowadziły szkołę, ochronkę dla małych dzieci, sprawowały opiekę nad chorymi. Ważnym wydarzeniem była budowa kolei na początku XX w. Ciężki okres I wojny światowej opisał w swoim pamiętniku mieszkaniec Pruszcza Jan Mazurkiewicz. Jego wspomnienia zostały wydane w roku 1975 w książce pt. "Los żołnierza". 5 sierpnia 1924 r. powiat tucholski odwiedził prezydent Rzeczypospolitej Stanisław Wojciechowski. Zwiedzał m.in. kopalnię węgla brunatnego w Pile. Przejeżdżał także przez teren Gminy Gostycyn udając się do Wysokiej Polnej. Także kampania wrześniowa 1939 r. wypisała swoje piętno na losach tutejszej ziemi. Pierwsza potyczka wojsk polskich z niemieckimi miała miejsce pod Wielką Klonią. Do ciężkich walk doszło także w rejonie Gostycyna i Pruszcza. 
Z Gminą Gostycyn związanych jest także kilka znanych postaci. Możemy tutaj wymienić Reinholda Heidensteina - historyka oraz współpracownika kanclerza królewskiego Jana Zamoyskiego, ks. Pawła Wojciecha Nagórskiego - proboszcza gostycyńskiego, który oprócz duszpasterzowania zajmował się także twórczością literacką, malarza Leona Wyczółkowskiego, który wędrując po tutejszych pięknych borach gościł w pałacu państwa Górskich w Kamienicy.